# Daniel Bouldjoua
Daniel Bouldjoua, né le 5 février 1948 à Chêne-Bougeries, est un musicien, organiste et compositeur vaudois.

## Biographie
Daniel Bouldjoua est attiré très jeune par l'orgue qu'il découvre au Temple de Nyon. Il débute alors l'apprentissage du piano à Nyon avec Dôle Diday, avant de s'inscrire, en 1963, au Conservatoire de Grenoble dans la classe d'orgue de Félicien Wolff, ancien élève de Marcel Dupré et de Paul Dukas.
En 1972, Daniel Bouldjoua obtient la médaille d'or d'orgue et d'improvisation puis, l'année suivante, le Prix de perfectionnement et la médaille d'or de musique de chambre. Parallèlement à ses activités musicales, il achève une maîtrise de Lettres à l'Université de Grenoble par un mémoire sur La Technique du conte fantastique chez Ernst Theodore Amadeus Hoffmann et Théophile Gautier. De retour en Suisse en 1974 afin de parfaire sa formation auprès de Pierre Segond, il obtient en 1980 un certificat d'orchestration et un prix de composition au Conservatoire de Genève. Il devient organiste au temple de Versoix, puis, de 1978 à 2000, il occupe le poste d'organiste titulaire de la paroisse protestante de Saint-Marc à Lausanne. Il assume également la fonction de critique musical au journal Le Quotidien de la Côte de 1976 à 1996.
Le catalogue du compositeur comprend aujourd'hui plus de cinquante titres composés entre 1975 et 2007, tous remis en don et conservés à la Bibliothèque cantonale et universitaire de Lausanne. Depuis 2006, Daniel Bouldjoua occupe le poste d'organiste de l'église réformée de Fribourg, dont il supervise la restauration des grandes orgues. Il vit à Givrins.

## Sources
- « Daniel Bouldjoua », sur la base de données des personnalités vaudoises sur la plateforme « Patrinum » de la Bibliothèque cantonale et universitaire de Lausanne.
- Jean-Louis Matthey, Daiel Bouldjoua : Note biographique et liste des œuvres, Lausanne, Bibliothèque cantonale et universitaire - Lausanne, Section des archives musicales, 2008, p. 11-16